# Amphidium aloysii-sabaudiae
Amphidium aloysii-sabaudiae är en bladmossart som beskrevs av Negri 1908. Amphidium aloysii-sabaudiae ingår i släktet trattmossor, och familjen Orthotrichaceae. Inga underarter finns listade i Catalogue of Life.